# تیسفون
تیسفون
تیسفون (پارسی میانه: 𐭲𐭩𐭮𐭯𐭥𐭭 تیسفون، سُریانی: ܩܛܝܣܦܘܢ قطیسفون) یا تیسپون شهری باستانی، واقع در کرانهٔ شرقی رود دجله، در حدود ۳۵ کیلومتری جنوب شرقی بغداد در کشور عراق امروزی بود. این شهر برای بیش از ششصد سال پایتخت سلطنتی ایران باستان در دوران اشکانی و ساسانی بود تا اینکه در سال ۶۳۷ در نبرد مدائن به دست اعراب مسلمان افتاد. تیسفون در دوران اشکانی به‌عنوان پایتخت غربی ایران در منطقهٔ میان‌رودان ساخته شد و در دوران ساسانیان ارزش خود را به‌عنوان مرکز نیروی سیاسی و اقتصادی نگه داشت. پس از حمله اعراب به ایران، شهر تیسفون به تاراج رفت و رفته‌رفته متروکه گشت. در اصل شهر تیسفون دارای هفت شهر در خود بود به همین دلیل شهروندان آرامی (آشوری) و عرب در عراق، شام و شبه جزیره عربستان به آن مدائن (به معنی شهرها)میگفتند. این شهرها عبارت بودند از: تیسفون، اسپانبر، وه اندیو خسرو، سلوکیه یا ویه اردشیر، درزنیدان، ساباط یا والاش‌آباد و ماحوزا. در بعضی از منابع، نام چند شهر دیگر از جمله‌ نونی آباد، کردآباد (کردافاذ) و هنبوشاپور (هنبوشافور) نیز آمده‌است.
تیسفون بیش از ششصد سال و از دوران فرمانروایی ارد دوم پایتخت ایران بود و از گودرز دوم (حکومت: ۴۱–۵۱ میلادی) تا اردوان پنجم (حک: ۲۵۹–۲۲۶ میلادی) در دورهٔ اشکانی، و از اردشیر یکم (حک: ۲۲۶–۲۴۱ میلادی) تا یزدگرد سوم (حک: ۱۱–۳۱/ ۶۳۲–۶۵۱) در دورهٔ ساسانی در تیسفون شهریاری کردند.
در طول جنگ‌های اشکانی‌ها و رومی‌ها، تیسفون سه بار توسط رومی‌ها اشغال شد و پس از دوران اشکانی نیز دو بار در دوران ساسانی اشغال شد. تیسفون همچنین محل نبرد تیسفون در سال ۳۶۳ میلادی بود. پس از حملهٔ مسلمانان، این شهر رو به زوال رفت و در پایان سده هشتم میلادی از سکنه خالی شد، سپس پایتخت خلافت عباسی در بغداد جای تیسفون را به‌عنوان مرکز سیاسی و اقتصادی گرفت. پس از اسلام سلمان فارسی در روزگار فرمانروایی عمر بن خطاب شهریار تیسفون شد.
کاخ باشکوه ساسانی را که آثار آن هنوز در جانب خاوری دجله آشکار است اعراب، ایوان کسری نام دادند. این ایوان چنان‌که یعقوبی گوید در شهر اسپانبر واقع بود. ساختمان مهم دیگری نیز بود که کاخ سفید نامیده می‌شد و در یک مایلی شمال شهر کهنه دیده می‌شد ولی این ساختمان از آغاز سده ۴ ه‍. ق چنان رو به ویرانی رفت که اثری از آن نماند و از این روی است که تاریخ‌نویسان پس از آن، کاخ سفید و ایوان کسری، هر دو را با نام طاق کسری دانسته‌اند و آن، یگانه جامانده‌ایست که تا امروز از بناها و کاخ‌های پادشاهان ساسانی در آن جایگاه پایدار مانده‌است. تیسفون در زمان ساسانی به اوج شکوفائی خود شد.

## موقعیت جغرافیایی
تیسفون تقریباً در منطقهٔ مدائن در ۳۵ کیلومتری جنوب شرقی شهر بغداد در عراق امروزی در کرانهٔ رود دجله قرار داشته‌است. تیسفون حدود ۳۰ کیلومتر مربع مساحت داشت، یعنی بیش از دو برابر شهر رم در سده چهارم میلادی که ۱۳٫۷ کیلومتر مربع وسعت داشت. شهر تیسفون به‌عنوان یک کلان‌شهر تجاری غنی با شهرهای اطراف، در امتداد هر دو ساحل رود دجله ازجمله شهر هلنی سلوکیه ادغام شد. ازاین‌رو تیسفون و اطراف آن را مدائن (به معنی شهرها) می‌نامیدند. (به زبان آرامی: Mahuza، به زبان عربی: المدائن). مدائن در اواخر سده ششم و اوایل سده هفتم میلادی، بر اساس برخی گزارش‌ها، به‌عنوان بزرگ‌ترین شهر جهان ثبت شد.
طاق کسری زمانی بخشی از کاخ سلطنتی در تیسفون بوده و قدمت آن بین سده‌های سوم و ششم میلادی برآورد می‌شود که در محدودهٔ شهر کنونی سلمان پاک عراق واقع شده‌است.

## سالشمار
- حدود سال ۱۲۰ پیش از میلاد؛ بنیان‌گذاری
- حدود سال ۵۸ پیش از میلاد؛ در زمان پادشاهی ارد دوم، برگزینی به‌عنوان پایتخت[۷]
- ۱۱۵ میلادی؛ اشغال آشوریه، میان‌رودان و تیسفون توسط تراژان.[۸]
- ۱۹۷ میلادی؛ غارت تیسفون پایتخت اشکانیان توسط سپتیمیوس سوروس.[۸]
- ۵۹۰ میلادی؛ اشغال توسط بهرام چوبین
- ۵۹۱ میلادی؛ بازپس‌گیری شهر توسط خسرو پرویز
- ۶۳۷ میلادی؛ سقوط تیسفون و اشغال توسط مسلمانان

## دوران اشکانی

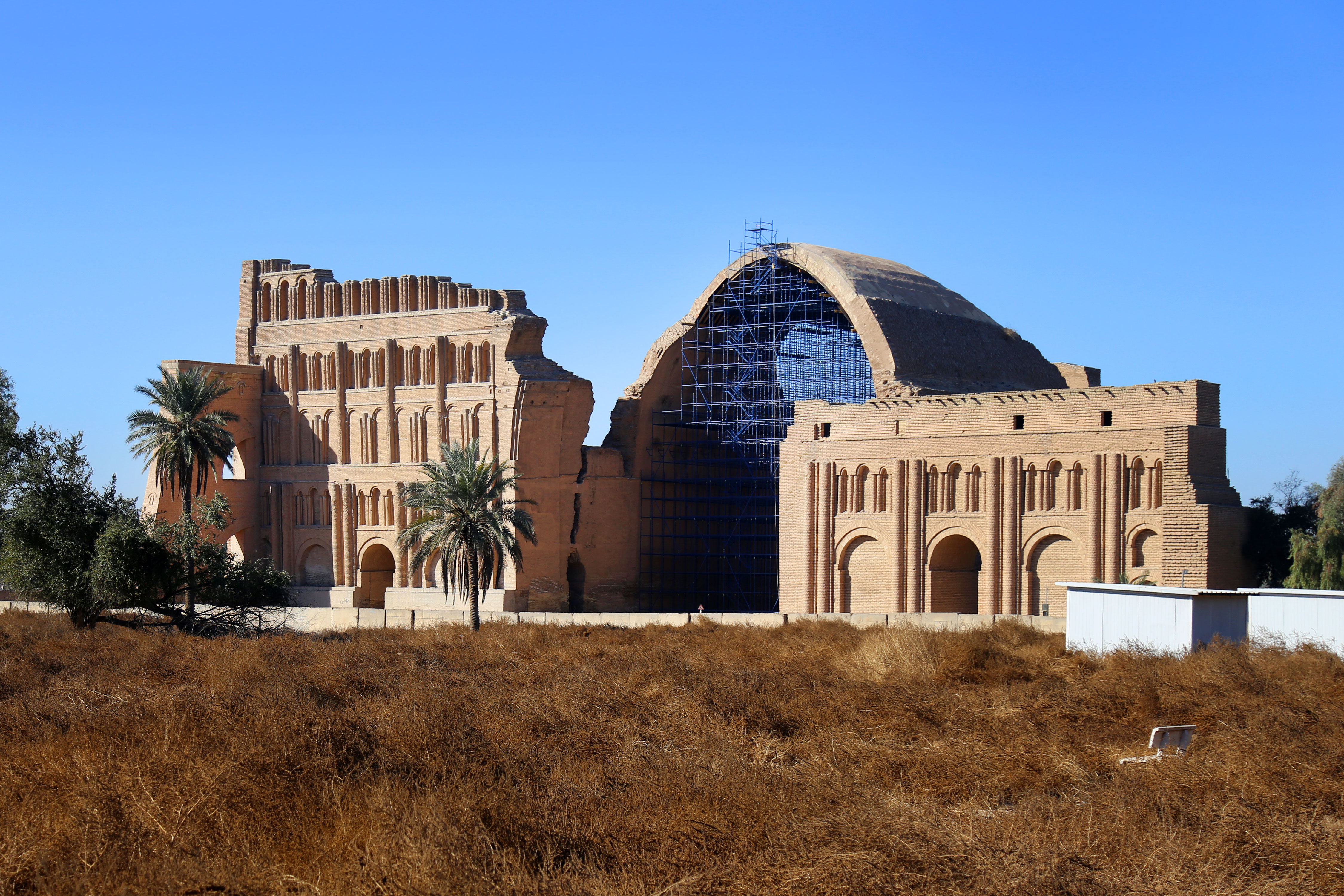
بازماندهٔ ایوان خسرو

تیسفون در زمان اشکانی‌ها بنیاد گذاشته شد و پایتخت شاهنشاهی اشکانی و سپس ساسانی تا زمان پیروزی اعراب بر ایران بود. تیسفون در حدود سال ۱۲۰ پ. م تأسیس شد. این شهر در محل اردوگاهی نظامی که توسط مهرداد یکم در مقابل سلوکیه ایجاد شده بود ساخته شد. در دوران پادشاهی گودرز یکم، تیسفون به‌عنوان یک مرکز سیاسی و تجاری، اوج گرفت. این شهر در حدود سال ۵۸ پ. م و در زمان سلطنت ارد دوم پایتخت شد. به تدریج، این شهر با پایتخت قدیمی هلنی سلوکیه و سایر سکونت‌گاه‌های مجاور، ادغام شد و یک کلان‌شهر مهم جهانی را تشکیل داد.
دلیل جابه‌جایی پایتخت به سمت غرب می‌تواند تا حدی به‌دلیل نزدیکی پایتخت‌های قبلی (نسا و صددروازه در گرگان) به تهاجمات سکاها باشد.
تیسفون به‌دلیل اهمیتش، یک هدف نظامی اصلی برای رهبران امپراتوری روم در جنگ‌های شرقی بود. این شهر پنج بار در تاریخ خود به تصرف رومی‌ها درآمد که سه بار از آن در سده دوم میلادی بود. امپراتور تراژان، تیسفون را در سال ۱۱۶ میلادی تصرف کرد، اما جانشین او، هادریان، تصمیم گرفت تیسفون را در سال ۱۱۷ به‌عنوان بخشی از توافق صلح، به ایران بازگرداند. ژنرال رومی آویدیوس کاسیوس تیسفون را در سال ۱۶۴ در جریان جنگی دیگر با اشکانی‌ها به تصرف خود درآورد، اما پس از برقراری صلح، آن را رها کرد. در سال ۱۹۷، امپراتور سپتیمیوس سوروس تیسفون را غارت کرد و هزاران نفر از شهروندان آن را به‌عنوان برده، فروخت.
گویا در تیسفون در زمان اشکانیان زبان پارتی، زبان شاه و درباریان و مردم پایتخت بوده‌است.

## دوران ساسانی

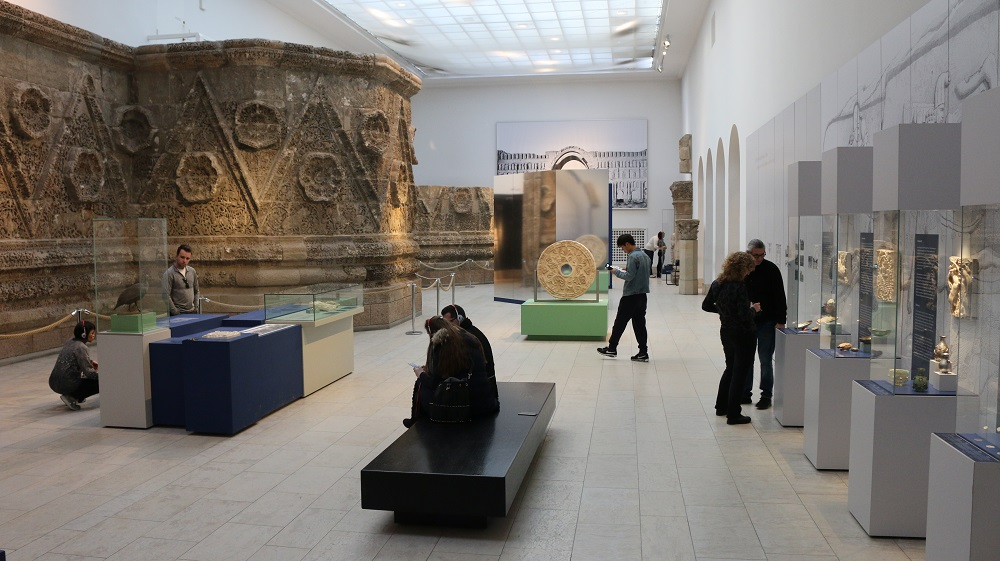
نمایشگاه تیسفون در موزه ملی آلمان در برلین

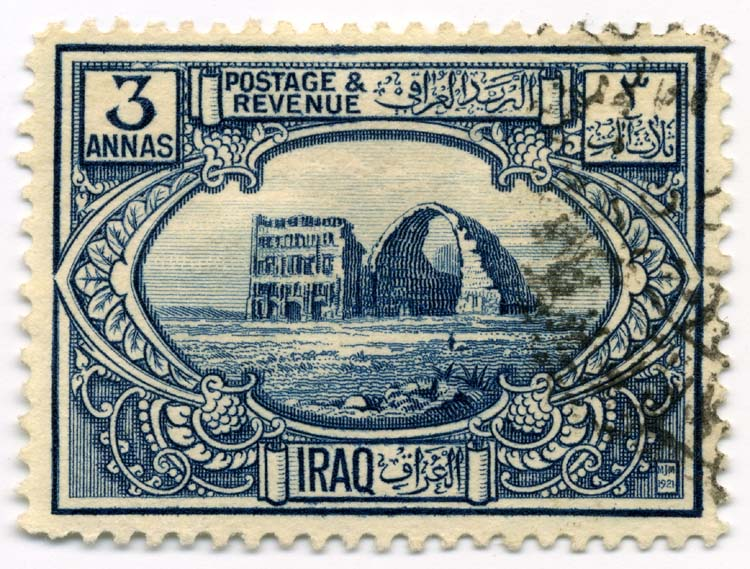
نقش طاق کسری در تیسفون روی یک تمبر عراقی

در سال ۲۲۶ میلادی تیسفون در دست شاهنشاهی ساسانی و پایتخت زمستانی آن‌ها بود و در زمان حکومت آن‌ها بسیار بزرگ و شکوفا شد. سپس به کلان‌شهری تبدیل شد که در عربی به نام مدائن شناخته می‌شد.  هنگامی‌که تیسفون پایتخت پادشاهان ساسانی شد زبان پهلوی ساسانی، زبان دربار و تا اندازه‌ای زبان مردم شهر شد. قدیمی‌ترین مکان‌های مسکونی تیسفون در ضلع شرقی آن بود که در منابع عربی اسلامی به آن «شهر قدیم» می‌گویند. محل سکونت پادشاهان، معروف به کاخ سفید در این منطقه قرار داشت. ضلع جنوبی تیسفون به اسبانبر یا اسپانبر معروف بود که به دارا بودن تالارهای برجسته، اصطبل و حمام معروف بود. طاق کسری در این بخش شهر قرار داشت.
ضلع غربی را با نام وه اردشیر (در زبان پهلوی ساسانی به معنی شهر خوب اردشیر) می‌شناختند که یهودیان آن را «ماحوزا»، مسیحیان «کوخه» و عرب‌ها «بهراسیر» می‌نامیدند. وه اردشیر جمعیت زیادی از یهودیان ثروتمند داشت و مقر کلیسای ایلخانی نسطوری بود. در جنوب وه اردشیر، والاش‌آباد قرار داشت.  تیسفون همچنین چندین ناحیهٔ دیگر به نام‌های حنبو شاپور، درزنیدان، وه جندیو خسرو، نوین‌آباد و کردکده داشت. 
الکساندر سوروس در سال ۲۳۳ میلادی به‌سمت تیسفون پیشروی کرد، اما آن‌گونه که هرودین تأیید می‌کند، ارتش او شکستی تحقیرآمیز در برابر اردشیر یکم متحمل شد. در سال ۲۸۳، امپراتور کاروس شهر را بدون مناقشه در طول دوره‌ای از تحولات مدنی غارت کرد. در سال ۲۹۵ امپراتور گالریوس در خارج از شهر شکست خورد. با این‌حال، او یک سال بعد برای انتقام بازگشت و به پیروزی رسید. این تصرف تیسفون به‌عنوان پنجمین و آخرین تصرف شهر توسط رومیان در سال ۲۹۹ به پایان رسید. او در ازای ارمنستان و غرب بین‌النهرین آن را به نرسه پادشاه ایران بازگرداند.
پس از فتح انطاکیه در سال ۵۴۱ میلادی، خسرو انوشیروان شهر جدیدی در نزدیکی تیسفون برای ساکنانی که اسیر کرده بود، ساخت. او این شهر جدید را به از اندیو خسرو، (به معنای شهر خسرو بهتر از انطاکیه) نامید. شهروندان محلی این منطقه، شهر جدید را روماگان به معنای شهر رومیان و اعراب، شهر را الرومیه می‌نامیدند. خسرو در سال ۵۴۲ حدود ۲۹۲۰۰۰ شهروند، برده و دیگر مردم را به این شهر جدید کوچاند.
در سال ۵۹۰، بهرام چوبین، یکی از اعضای خاندان مهران، خسرو پرویز فرمانروای ساسانی را از میان‌رودان عقب راند و منطقه را فتح کرد. یک سال بعد، خسرو پرویز، با کمک امپراتوری بیزانس، قلمرو خود را دوباره پس‌گرفت. در دوران سلطنت وی، به‌دلیل محبوبیت پایتخت زمستانی جدید خسرو یعنی دستگرد، از شهرت فراوان مدائن کاسته شد.  در سال ۶۲۷، هراکلیوس، امپراتور بیزانس، تیسفون را محاصره کرد و پس از پذیرفتن شرایط صلح توسط ایرانیان، آن را ترک کرد. در سال ۶۲۸، طاعون مهلکی معروف به طاعون شیرویه به تیسفون، مدائن و سایر بخش‌های غربی شاهنشاهی ساسانی رسید که حتی پسر و جانشین خسرو، شیرویه را نیز کشت. 
در سال ۶۲۹ تیسفون برای مدت کوتاهی در کنترل شهربراز بود، اما شهربراز پس از مدتی کوتاه توسط حامیان بوران‌دخت دختر خسرو پرویز ترور شد. تیسفون سپس درگیر نبردی دائمی بین دو دسته از امپراتوری ساسانیان، یعنی جناح پهلوی (اشکانی) زیر نظر خاندان اسپهبدان و جناح پارسیگ (پارسی) به رهبری پیروز خسرو شد و در نهایت در سال ۶۳۷ میلادی به اشغال اعراب مسلمان درآمد.

## سقوط و اشغال توسط مسلمانان
در اواسط دههٔ ۶۳۰ میلادی، اعراب مسلمان که به قلمرو شاهنشاهی ساسانی حمله کرده بودند، طی نبردی بزرگ که با نام نبرد قادسیه شناخته می‌شود، ساسانیان را شکست دادند.  سپس اعراب به تیسفون حمله کردند و در اوایل سال ۶۳۷ آن را اشغال کردند. پس از اشغال شهر توسط عرب‌های مسلمان، سلمان فارسی، به فرمانداری این شهر به دست عمر بن خطاب برگزیده شد. از آن‌جا که تیسفون پایتخت بزرگ‌ترین فرمانروایی آن دوران بود، دارایی فراوانی در آن گرد آمده بود، به همین روی فرستادن غنائم، چند ماه به درازا انجامید. در آینده یعنی در دوران خلافت عباسی شهر ویران و از تکه‌های کاخ‌ها و ساختمان‌های شهر در ساخت شهر نوینی در همان نزدیکی به نام بغداد بهره گرفته شد.
هنگامی‌که عرب‌ها بر تیسفون دست پیدا کردند، پس از این‌که پردهٔ گوهرنشان و فرش زربفت آن را با نام غنیمت تکه‌تکه کرده میان سربازان بخش کردند به ساخت مایه‌های آن نیز چشم دوختند. نخستین خلفای عباسی پس از این‌که تکه‌های بزرگ سنگ مرمری را که نمای بیرونی ساختمان را می‌پوشاند برای برپا کردن کاخ‌های نوینشان از آن‌جا به جای‌های دیگری بردند، دستور دادند که از آجرهای آن نیز به کار گرفته شود ولی پس از چندی پی بردند که این کار خود دارای هزینه فراوانی است و از آن چشم‌پوشی کردند.

### سعد و پیروزی وی بر مدائن
پس از پیروزی مسلمانان در نبرد قادسیه، زمین‌های بارور سواد (عراق) در برابر اعراب بی‌پشتیبان ماند. دو ماه بعد سعد به دستور خلیفه آهنگ مدائن و تیسفون، پایتخت پرآوازهٔ ساسانیان کرد. مدائن چنان‌که از نامش پیداست، گروهی شهرهای نزدیک به هم، مانند تیسفون و سلوکیه بود که از روزگار پارتیان وارث نقش باستانی بابل بوده‌است. به گفته دیگر مدائن از هفت شهر کنار هم که در دو جانب دجله جای داشتند سازمان می‌یافت. گرد این شهرها را پرچینهای بلند کشیده بودند و دروازه‌هایی روبروی هم در آن‌ها پیش‌بینی کرده بودند. در کران غربی دجله شهرهای ویه‌اردشیر (بهرسیر)، سلوکیه، درزیجان، ساباط و ماخوزه بود و تیسفون، آسانبر، رومیه که ویه اندیو خسرو (بهتر از انطاکیه خسروان) نیز نام داشت، در کران شرقی رود جای داشتند. پادشاه در کاخ سفید تیسفون می‌زیست، و ایوان مدائن که پذیرایی‌ها و جشن‌ها در آن جا برپا می‌شد در آسانبر جای داشت. پس از جنگ قادسیه، نخستین کنش سعد محاصره کردن بخش‌های غربی این شهرها بوده‌است. در برخی گزارش‌ها از درازی زمان محاصره سخن می‌رود، بر آن که اعراب در این زمان دو بار خرمای تازه خوردند و دو بار قربان کردند. در این میان در مدائن نایابی افتاد و مردم شهر در تنگنای سختی درافتادند، چنان‌که سرانجام خانواده ساباط به درخواست از اعراب آغاز کردند، و به پذیرفتن پرداخت باج تن دردادند. مردم ویه‌اردشیر شهر را رها کردند و هنگامی که عرب‌ها به شهر درآمدند، در ویه‌اردشیر کاخ سفید تیسفون از دور پدیدار بود و دیدار آن بانگ تکبیر از اعراب برآورد. بهار بود و دجله خروشان بود. ایرانیان پل‌ها را بریدند، اما با این همه، اعراب، گذاری یافتند و آرام از آب گذشتند.
نگهبانان تیسفون چون اعراب را نزدیک دروازه‌های شهر دیدند بانگ برآوردند که دیوان آمدند. پیش از درآمدن تازیان به مدائن، یزدگرد سوم با برداشتن چند هزار تن از کسان و یاران و گنج و خواسته‌ای که در گنجینه خویش داشت، شهر را فروگذاشته بود. خره‌زاد فرخزاد، برادر رستم فرخزاد پس از زدوخوردی اندک و ناامیدانه، شهر را که یزدگرد بدو سپرده بود رها ساخت و به سوی کوه‌های زاگرس به شاد فیروز (که عرب‌ها آن را حُلوان نامیدند) که یزدگرد نیز بدان جا رفته بود گریخت. دروازه‌های تیسفون به روی اعراب گشوده گشت، و سربازان بدوی از دیدن غنائم بسیار که بنابر گزارش بلاذری از فرش‌ها، جامه‌ها، جنگ‌افزارها، گوهرها و مانند آن بود چشمشان خیره ماند. گویند که شمار سپاه سعد بن ابی وقاص در این هنگام به شصت هزار تن رسیده بود، و سپاهیان هر یک دوازده هزار درهم از غنائم بهره برداشتند. با آن که باید در پذیرفتن این شمارگان جانب احتیاط نگه داشت، با این همه، جای سخن نیست که بهرهٔ جنگ جوی عرب از غنائم تیسفون بسیار بوده‌است.
سعد چون به کاخ خسروان درآمد، به جای سپاسگزاری پیروزی هشت رکعت نماز گزارد و آیه کم ترکوا من جنات و عیون برخواند. او در کهندز تیسفون مسجدی برآورد و برای مدتی پایتخت پیشین ساسانیان، لشگرگاه این عرب‌ها بود.

## زوال و ویرانی
پس از سقوط ساسانیان، اندک‌اندک این شهر نیز از اهمیت افتاد و با رونق یافتن بصره و کوفه از آن عظمت و حشمت دیرینه‌اش، جز شهری کوچک و بی‌اهمیت چیزی نماند. پس از حمله عباسیان به شهر مدائن و ویران نمودن آن در سال ۷۵۳ میلادی، شهر دچار آسیب شدیدی شد. پس از برپایی خلافت عباسی، شهر بغداد به عنوان مرکز خلافت انتخاب شد و طی این دوران به یکی از بزرگترین و مهم‌ترین شهرهای دنیا تبدیل شد، بطوریکه به عنوان مرکز فرهنگی، بازرگانی و سیاسی جهان اسلام شناخته می‌شد. در سال ۷۵۴م، خلیفه عباسی المنصور برای مدت کوتاهی دربار خود را در رومیه (که جزو مدائن بود) مستقر کرد. او همچنین سردار خود ابومسلم را در همان مکان به قتل رساند. در سال ۷۵۵م کاخ سفید مدائن به دستور المنصور ویران شد که می‌خواست شهری جدید ایجاد کند که بعداً در سال ۷۶۲م تکمیل شد و به بغداد معروف شد و به شهر جدید تبدیل شد. پس از تأسیس بغداد، انحطاط مدائن سریعتر شد و بسیاری از اهالی در بغداد سکنی گزیدند
با انتقال مرکز قدرت به شهر بغداد، مدائن به تدریج اهمیت پیشین خود را از دست داد و به‌طور تدریجی جمعیت شهر کاهش یافت.

## دورهٔ معاصر

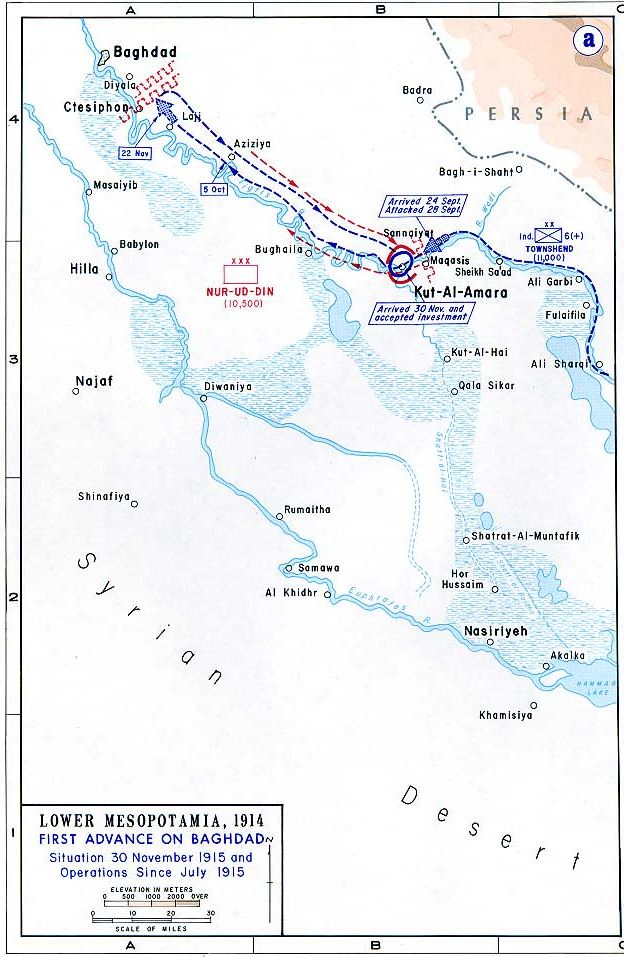
تیسفون پایتخت اشکانیان و ساسانیان

خرابه‌های تیسفون محل نبردی بزرگ در طول جنگ جهانی اول در نوامبر ۱۹۱۵ بود. طی این نبرد، امپراتوری عثمانی نیروهای بریتانیایی را که در تلاش برای تصرف بغداد بودند شکست داده و آن‌ها را حدود ۴۰ مایل (۶۴ کیلومتر) عقب راندند. نیروهای بریتانیایی در ادامه و در جریان محاصرهٔ کوت، به دام افتاده و پس از گذشت ۱۴۷ روز محاصره، وادار به تسلیم شدند.

## تیسفون امروز
بعد از 1700 سال از شاهنشاهی ساسانیان از این شهر که روزی نماد قدرت و اقتدار ایرانشهر بود چیزی به جز خرابه‌های کاخ کسرا باقی نماده.

### ارزش خرابه‌های باستانی تیسفون
طبق گزارش‌های باستان شناسی ، کاخ کسرا امروزه بزرگ ترین طاق دنیا را از لحاظ قدمت به خود اختصاص داده که نکته‌ای خیره کننده است. در دوران ساسانیان بر طبق روایت ها ی کهن، میگفتند: هفت افلاک از بزرگی ایوان خسرو ، بر آن رشک میبردند. 
این سازه باستانی که واقع در شهر مدائن عراق است از لحاظ باستان شناسی یکی از ارزشمند ترین بنا‌های دوران باستان به حساب می آید. این شهر در علوم و فنون در شکوه خودش زبان زد دوران ها بوده و در طی سده ها با پرورش افکار روشن توانسته بود به معروف ترین پایتخت ایران بعد از پرسپولیس تبدیل شود. درواقع این شهر زادگاه عقاید و علوم و فنون نو بعد از دوران پرشکوه هخامنشیان بود.

#### تیسفون شهر ستارگان
درواقع در دوران ساسانیان با تولد علوم ستاره شناسی پس از 800 سال از زمان هخامنشیان، در این شهر بود که صورت‌های فلکی و موقعیت ستاره ها بر  ایوان کاخ کسرا نقش بستند و این شهر با آسمان شب پیوندی جاودانه بست. از این رو می‌توان بر ستاره شناسی در ایران باستان پی برد به دانش ایرانیان به اجرام آسمانی.

### اهمیت ندادن دولت عراق به کاخ کسرا

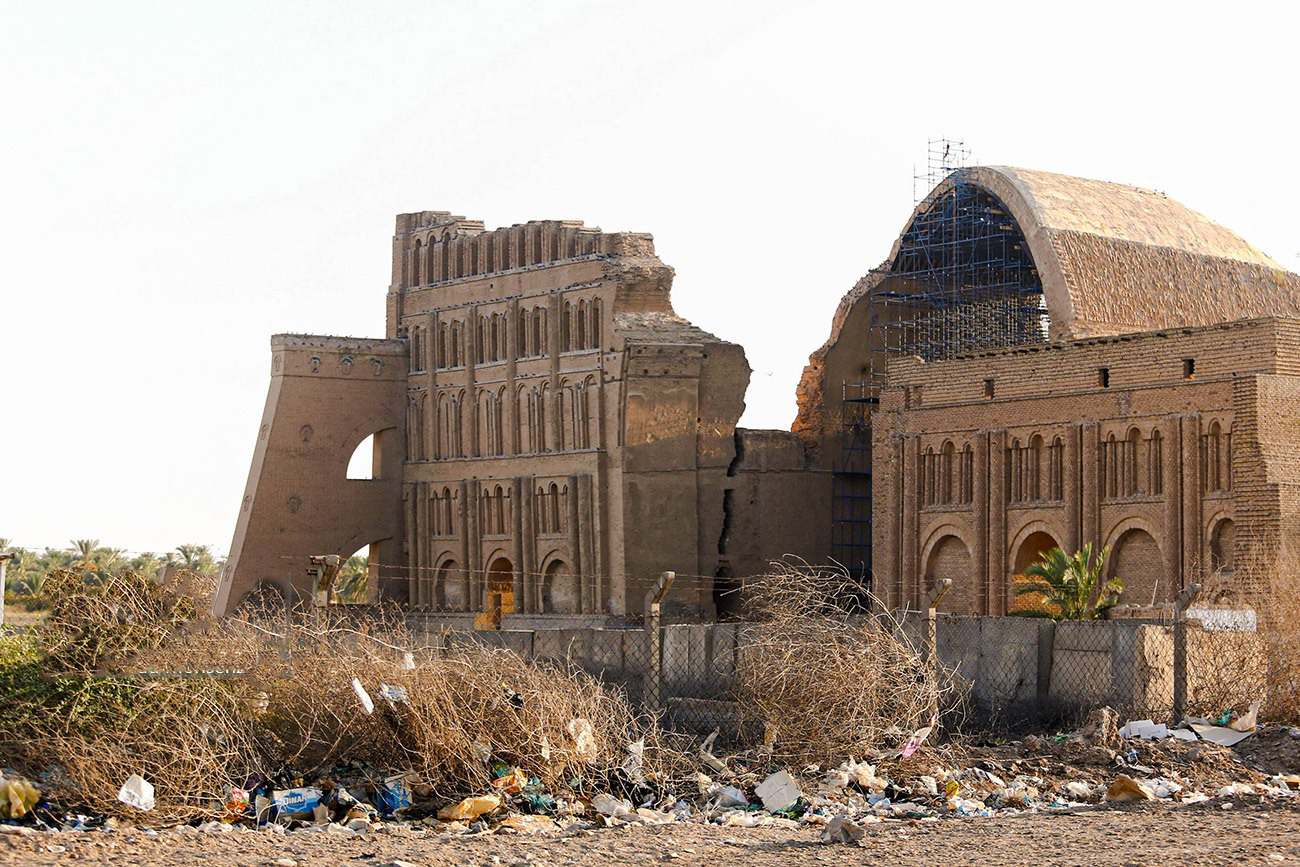
بی توجهی دولت عراق به زباله‌های اطراف محوطه باستانی

امروزه با بی توجهی به این اثر ماندگار، روز به روز این یادگار دوران‌های طلایی ایرانشهر به ویران شدنش نزدیک می‌شود. همچنین دولت عراق محدوده کاخ را با انواع و اقسام زباله ها رها کرده.

## کاوش‌های باستان‌شناسی در تیسفون
در سال ۱۹۳۲ باستان‌شناسان آلمانی و آمریکایی در منطقه تیسفون به حفاری پرداختند. بخشی عمده آثار کشف شده در موزه پرگامون در برلین نگهداری می‌شود.
1. ↑  Foundation، Encyclopaedia Iranica. «Welcome to Encyclopaedia Iranica». iranicaonline.org (به انگلیسی). دریافت‌شده در ۲۰۲۴-۱۱-۰۱.
2. 1 2 3 4  "Ctesiphon: An Ancient Royal Capital in Context". Smithsonian. September 15, 2018. Retrieved 2018-09-21.
3. ↑  «دائره‌المعارف بزرگ اسلامی».
4. 1 2  Eventually no less than four Sasanian rulers were quoted as its builders: Shapur I (241–273), Shapur II (310–379), Chosroes I Anushirvan (531–579) and Chosroes II Parvez (590–628). Kurz, Otto (1941). "The Date of the Ṭāq i Kisrā". The Journal of the Royal Asiatic Society of Great Britain and Ireland. (New Series). 73: 37–41. doi:10.1017/S0035869X00093138. JSTOR 25221709.
5. ↑  <دانشنامهٔ جهان اسلام بایگانی‌شده  در ۲۹ آوریل ۲۰۱۵ توسط Wayback Machine، سرواژهٔ تیسفون
6. ↑  Farrokh, K. (2007). "The rise of Ctesiphon and the Silk Route". In Shadows in the Desert: Ancient Persia at War, p. 240.
7. 1 2 3  Farrokh, K. (2007). "The rise of Ctesiphon and the Silk Route". In Shadows in the Desert: Ancient Persia at War, p. 125.
8. 1 2 3  CHRONOLOGY OF IRANIAN HISTORY PART 1 iranicaonline.org
9. 1 2  کتاب جغرافیای تاریخی سرزمین‌های خلافت شرقی، بین‌النهرین، ایران و آسیای مرکزی از زمان فتوحات مسلمین تا ایام تیمور، ۱۳۳۷ خورشیدی، گای لسترنج ترجمه: محمود عرفان، ناشر فارسی: بنگاه ترجمه و نشر کتاب صفحهٔ ۲
10. 1 2 3 4 5 6  Morony 2009.
11. ↑  ژیلبر لازار: ریشه‌های زبان فارسی ادبی. در: مجله «ایران‌نامه»، پاییز ۱۳۷۲ - شماره ۴۴. (از صفحه ۵۶۹ تا ۵۸۴).
12. ↑  Houtsma, M. Th. (1993). E. J. Brill's First Encyclopaedia of Islam, 1913–1936 (به انگلیسی). BRILL. p. 76a. ISBN 9789004097919.
13. ↑  Farrokh, K. (2007). "The rise of Ctesiphon and the Silk Route". In Shadows in the Desert: Ancient Persia at War, p. 185.
14. ↑  فروهر، سال ۱۳۷۱ شمارهٔ ۵ و ۶، ص ۶
15. ↑  Dingas, Winter 2007, 109
16. ↑  Frye 1993, 259
17. ↑  Christensen (1993). The Decline of Iranshahr: Irrigation and Environments in the History of the Middle East, 500 B.C. to A.D. 1500. Copenhagen: Museum Tusculanum Press. ISBN 87-7289-259-5.
18. 1 2  Shapur Shahbazi 2005.
19. ↑  Reade, Julian (1999). Scarre, Chris, ed. The Seventy Wonders of the Ancient World: The Great Monuments and How they were Built. Thames & Hudson. pp. 185–186. شابک ‎۰−۵۰۰−۰۵۰۹۶−۱
20. ↑  Royal Asiatic Society of Great Britain and Ireland (1895). Journal of the Royal Asiatic Society of Great Britain & Ireland (به انگلیسی). Cambridge University Press for the Royal Asiatic Society. p. 40.
21. ↑  Spooner, Reverend H. Private Papers; Imperial War Museum Documents 7308. Entry for the 16th April 1916 (quoted by Rogan 2016 p. 263)
22. ↑  «نمایشگاه تیسفون، میراث ساسانیان و حذف نام خلیج فارس». BBC News فارسی. دریافت‌شده در ۲۰۲۳-۰۱-۱۷.